# Asarum unzen
Asarum unzen är en piprankeväxtart som först beskrevs av Maekawa, och fick sitt nu gällande namn av Kitamura & Murata. Asarum unzen ingår i släktet hasselörter, och familjen piprankeväxter. Utöver nominatformen finns också underarten A. u. luteoviride.